# Daniela Spanic
Daniela Spanic este o actriță și un model originar din Venezuela. Este sora geamănă a Gabrielei Spanic.

## Filmografie

### Seriale TV
- La Duda (2002)

```
La Usurpadora [1998]
```